# Ханде Ерчел
Ханде Ерчел (тур. Hande Erçel; нар. 24 листопада 1993, Бандирма, Туреччина) — турецька акторка. Відома своїми ролями в серіалах «Кохання не розуміє слів», «Доньки Ґюнеш», «Кільце» та «Постукай у мої двері». Наймолодша турецька акторка, що має найбільшу кількість нагород (офіційних та неофіційних) у турецькій індустрії та найбільшу кількість прихильників у соціальній мережі Instagram.

## Перші роки
Ханде Ерчел народилася 24 листопада 1993 року в Бандирмі в родині Айлін і Кайя Ерчелів. Має сестру Гамзе Ерчел. Протягом деякого часу Ханде виховували бабуся та дідусь у її рідному місті. Батько хотів, щоб Ханде вивчала медицину, та, попри першочергову згоду з батьком, акторка пов'язала життя з мистецтвом.
Для здобуття освіти Ханде Ерчел переїхала до Стамбулу, де навчалася в Університет гармонії мистецтв ім. Мімара Сінана на факультеті Традиційних турецьких мистецтв. Протягом деякого часу працювала моделлю, телеведучою та почала професійно займатися акторством у 2013 році, коли здобула першу роль у серіалі «Татар Рамазан». Згодом Ханде Ерчел припинила навчання через брак часу, оскільки не могла поєднувати його зі своїми професійними проєктами, однак неодноразово підкреслювала, що сподівається продовжити свою університетську кар'єру і також зізналася, що якби не здобула популярності в галузі акторства, реалізувала б свій «план Б» — відкриття майстерні живопису та проведення виставки своїх картин.

## Професійна кар'єра

### 2013—2018: Початок кар'єри
У 2013 році Ханде Ерчел здобула роль у третьому епізоді серіалу «Tatar Ramazan», де вперше з'явилася як акторка. Через рік вона дебютувала як акторка другого плану в епізоді серіалу «Корольок — пташка співоча», де зіграла роль Західе, молоду дівчини, яка була прикована до ліжка через дуже серйозну хворобу. Того ж року знялася в серіалах «Çılgın Dersane Üniversitede» та «Hayat Ağacı».
2015 року в серіалі «Дочки Гюнеш» Ханде Ерчел зіграла свою першу головну роль, за яку здобула три нагороди, включно з премією Golden Butterfly Awards. Наступного року зіграла другу головну роль, завдяки якій почала ставати відомою на міжнародному рівні, в серіалі «Любов не розуміє слів» (2016—2017), де співпрацювала з Бураком Денізом. 2016 року Ханде Ерчел також стала однією з представниць L'Oréal Paris, а у 2017-му знялася в рекламі для бренду DeFacto разом з Арасом Булутом Ійнемлі. Через сім місяців після завершення роботи в «Любов не розуміє слів», Ерчел зіграла головну роль у серіалі «Siyah Inci».
У 2019 році зіграла головну роль у серіалі «Halka», де співпрацювала з Серканом Чайоглу. Того ж року Ерчел виконала роль Азізе Гюнай у серіалі «Azize», який попри позитивні відгуки був скасований після шести епізодів через низький рейтинг через сильну конкуренції у той день тижня.

### 2020-дотепер: «Постукай у мої двері» та інші проєкти
У 2020—2021 роках Ханде Ерчел грала роль Еди Їлдиз у серіалі «Постукай у мої двері», за яку здобула найбільше визнання та міжнародну популярність. Серіал побив рекорди, ставши найбільш обговорюваним у соціальних мережах та обійшовши серіал «Гру Престолів», а також був проданий і поширювався у більш ніж 90 країнах світу. Згодом Ерчел стала моделлю бренду «Nocturne», для якого знялася в декількох рекламних кампаніях. Також взяла участь у рекламних кампаніях для Signal та стала обличчям марки Atasay Jewelry, знялася в декількох рекламних кампаніях, створила колекцію прикрас та стала першою турецькою акторкою, яка з'явилася на фасаді Бурдж Халіфа.
У 2023 році відвідала Каннський кінофестиваль як представниця Magnum. Також вона стала першою турецькою акторкою, яка підписала контракт з ексклюзивним брендом парфумів «Laverne», реклама якого була показана в Саудівській Аравії, Об'єднаних Арабських Еміратах, Бахрейні, Омані, Кувейті, Йорданії, Марокко, Лівії, Катарі та інших арабських країн. Того ж року Ханде Ерчел стала головною героїнею фільму «Зовсім інша людина», першого психологічного трилера в Туреччині, де виконала роль молодої, визначеної та амбіційної прокурорки Лейли у співпраці разом з Бураком Денізом, який виконує роль амбітного журналіста з подвійною особистістю.
2024 року Ханде Ерчел дебютувала у повнометражному фільмі «Оп'яніла любов'ю», що є спільним проєктом Ірану й Туреччини. Стрічка була знята у 2019 році та мала вийти ще у 2020 році, але через пандемію її випуск довелося відкласти.

### Громадська діяльність
Ханде співпрацює з декількома організаціями за права дітей, жінок і тварин. Зокрема, з 2019 року вона добровільно працює в організації «Vida Libre de Cáncer» (Kansersiz Yaşam Derneği), де під час пандемії створила кілька картин для співпраці з організацією, а у 2020, 2021 та 2022 роках вона була її публічною посланницею.

## Особисте життя
Протягом свого життя Ханде Ерчел стикалася з багатьма складнощами: лікування, якому вона піддавалася, щоб стати доноркою кісткового мозку матері, смерть матері, хвороба її племінниці Маві, смерть дідуся тощо.

## Нагороди
| Рік  | Премія                       | Категорія             | Номінант                 | Результат |
| ---- | ---------------------------- | --------------------- | ------------------------ | --------- |
| 2023 | 49. Премія «Золотий метелик» | Найкраща акторка      | Ханде Ерчел              | Номінація |
| 2023 | 49. Премія «Золотий метелик» | Найкраща пара серіалу | Ханде Ерчел, Бурак Деніз | Номінація |